# 729 до н. е.

## Події
- Вавилонія: Тіглатпаласар III, після розгрому халдейських племен, проголосив себе царем.
- Заснування грецької колонії Леонтіни на Сицилії.